# Sphingoderus angustus
Sphingoderus angustus är en insektsart som beskrevs av Marius Descamps 1967. Sphingoderus angustus ingår i släktet Sphingoderus och familjen gräshoppor. Inga underarter finns listade i Catalogue of Life.